# Robert Ballard (Musikverleger)
Robert Ballard (* um 1525/30; † 1588 in Paris) war ein französischer Musikverleger.
Er erlangte Bedeutung als Mitinhaber des Verlagshauses Le Roy & Ballard in Paris, das er 1551 gemeinsam mit seinem Cousin Adrian Le Roy in Paris begründet hatte.
Le Roy & Ballard erhielt am 16. Februar 1552 von König Henri II das Monopol für das Musikverlagsgeschäft, das zuvor Pierre Attaingnant innehatte. Allein in der zweiten Hälfte des 16. Jahrhunderts wurden bei Le Roy & Ballard rund 3.000 Werke in 350 Editionen herausgegeben. 
Nach Le Roys Tod ging das Monopol allein auf die Familie Ballard über, die es bis 1790 verteidigen konnte. Ballards Söhne blieben im Musikgeschäft: Pierre (gestorben 1639) übernahm, zunächst gemeinsam mit seiner Mutter Lucrèce Dugué, den Verlag, während Robert (II) sich als erfolgreicher Lautenist, Komponist für die Laute und Lautenlehrer (unter anderem am königlichen Hof) etablierte.